# بنو عقيل
بَنُو عُقَيْل أو بَنُو عگيل هم قبيلة عربيَّة تاريخيَّة لعبت دورًا مُهمًا في تاريخ المشرق والعراق. وهم من عُقَيل بن كعب بن ربيعة بن عامر بن صعصعة من هوازن القيسيَّة المضريَّة العدنانيَّة؛ وبالتالي هُم من ذريَّة إسماعيل بن إبراهيم الخليل . قال الكوراني: «بنو عُقيْل قبيلَة تِجارة وإمَارة (...) كانت لها الهيمنة السياسيَّة على العراق لعشرات السّنين». وقد أنجبت هذه السُلالة كثيرًا من العُلماء والأبطال والشُعراء والمُلوك والأمراء.

## نسب بني عقيل
تنتسب قبيلة بني عُقيل إلى:
- عُقيل بن كعب بن ربيعة بن عامر بن صعصعة بن معاوية بن بكر بن هوازن بن منصور بن عكرمة بن خصفة بن قيس عيلان بن مضر بن نزار بن معد بن عدنان من ذرية نبي الله إسماعيل  بن نبي الله إبراهيم الخليل .[7][8][9][10][11][12]

## فروع بني عقيل

### بطون بني عقيل القديمة
ولد عقيل: ربيعة، وعامر، وعمرو، وعبادة، وعوف، وعبد الله، ومعاوية. فمن هؤلاء تفرعت بطون عقيل، ومن أهم هذه البطون.
- بنو ربيعة بن عقيل: ومنهم بطون أربع وهم:
  - رياح
  - عمرو
  - عويمر
  - كعب

ويعبر عنهم بالخلعاء؛ لأنهم كانوا لا يعطون أحدًا طاعة.

قال الشاعر:
- بنو عامر بن عقيل ومن أهم بطونها:
  - المنتفق بن عامر واسمه معاوية بن عامر.
  - عوف بن عامر، والعدد في ولده خويلد بن عوف، منهم: الأعلم بن خويلد، وعقال بن خويلد من مشاهير الفرسان في الجاهلية.[16]
  - بنو ربيعة بن عامر بن عقيل
  - آل عامر: وهم بنو عامر عوف بن مالك بن سعد (بن عوف بن عامر بن عقيل)
  - آل أبي جرادة، وهم بنو: عامر بن ربيعة بن خويلد بن عوف بن عامر بن عقيل صاحب أمير المؤمنين (عليه السلام)، قيل فيهم يتوارثون الفضل كابرًا عن كابر وتاليًا عن غابر.[17]
- بنو عمرو بن عقيل، ومنه تحدر بنو خفاجة بن عمرو بن عقيل
- بنو عُبادة بن عقيل، ومن أشهر فروع عُبادة:
  - بنو الأخيل: وهم بنو كعب (الرحالة) بن معاوية بن عبادة بن عقيل، وهو والد ليلى الأخيلية الشاعرة، والأخيل في اللغة: اسم طائر تسميه العرب الشقراق.
  - بنو معاوية بن حزن بن عبادة بن عقيل بن كعب.
  - آل المسيب وهم الذين أقاموا دولة آل المسيب العقيلية في الموصل وحلب.
  - بنو مقن: بطن من بني عبادة من عقيل بن كعب ولهم إمارة في تكريت.
  - بنو يُزيد بضم الياء، بن عبد الله بن يزيد بن قيس بن حوثة بن طهفة بن حزن بن عبادة.
- بنو عوف بن عقيل.
- بنو معاوية بن عقيل، وهم بطنان:
  - بنو عامر بن معاوية.
  - بنو جندعة.
- بنو عصفور: وهم أبناء عصفور بن راشد بن عميرة العقيلي، استولوا على بلاد البحرين في حدود عام 651هـ.
- بنو جبر: مؤسسو السلطنة الجبرية في بلاد البحرين.
- بنو عبد الله بن عقيل: بطن صغير.

## الدول العقيلية
الدولة العقيلية: وتُعرف أيضًا باسم إمارة آل المُسيب، مقرها الموصل حكمت بين سنة 990م وسنة 1096م.
- إقبال الدولة أبو الذؤاد محمد بن المسيب العقيلي.
- حسام الدولة أبو حسَّان المقلد العقيلي.
- معتمد الدولة أبو المنيع قرواش بن المقلد.
- زعيم الدولة أبو كامل بركة بن المقلد.
- علم الدين أبو المعالي.
- شرف الدولة أبو المكارم مسلم بن قريش.
- الأمير إبراهيم بن قريش.
- الأمير علي بن مسلم.

السلطنة الجبرية: تأسست في شرق جزيرة العرب ومقرها الأحساء، حكمت من سنة 1417م إلى سنة 1526م.
- الشيخ زامل بن حسين الجبري.
- الأمير سيف بن زامل.
- السُلطان أجود بن زامل.
- السُلطان محمد بن أجود.
- السُلطان مقرن الأول.
- السُلطان مقرن الثاني.
- السُلطان علي الأول.
- السُلطان ناصر بن محمد أجود.
- السُلطان قطن بن علي بن أجود.
- السُلطان علي الثاني.
- السُلطان غصيب الأول.
- السُلطان مقرن الثالث.
- السُلطان غصيب الثاني.

إمارة تكريت: تأسست في العراق ومقرها تكريت، ولم يعرف بدقة عمر الإمارة العقيلية في تكريت، والتي تعاقب على حكمها خمسة من أمرائهم.
- مظاهر الدولة أبو المسيب رافع بن الحسين.
- أبو منعه خميس بن تغلب بن الحسين.
- أبو غسام بن خميس.
- الأمير عيسى بن خميس.
- الأمير نصر بن خميس.

إمارة جعبر: وتعرف أيضًا باسم إمارة آل المقلد، حكمت في بلاد الشام وظلت قائمة من سنة 479هـ إلى سنة 564هـ، ومقرها في جعبر.
- شمس الدولة سالم بن مالك.
- الأمير مالك بن علي بن سالم.

إمارة عكبراء: تأسست سنة 401هـ ودام حكمها خمسًا وثلاثين عامًا، وكان مقر الإمارة في عكبراء أو عكبرى.
- كمال الدولة أبو سنان غريب العكبري.
- الأمير أبو الريان بن غريب.

إمارة آل المُجَلِّي: تأسست قبل سنة 450 هـ واستمرت أكثر من ستةً وثمانين عامًا حيث انتزعت عن أهلها سنة 536 هـ. شملت الحديثة وعانة.
- محيي الدين أبو الحارث مهارش بن المجلي.
- الأمير سليمان بن مهارش.
- الأمير المقلد وإخوانه أبناء سليمان.

إمارة هيت: وتُعرف أيضًا باسم إمارة بني وهيبة، مقرها في هيت، انتهت في سنة 496 هـ.
- بهاء الدولة ثروان بن وهب العقيلي.
- الأمير كثير بن وهب.
- الأمير المنصور بن كثير.
- الأمير محمد بن رافع.

الدولة العصفورية: تأسست بلاد الجزيرة العربية ومقرها الأحساء، حكمت من سنة 1232م إلى سنة 1392م.
- الأمير عصفور بن راشد.
- الأمير مانع بن علي.
- الأمير مانع بن عصفور.
- الأمير حسين بن مانع.
- الأمير محمد بن مانع.
- الأمير ماجد بن بدران

## من أعلام وشخصيات عقيل
- عتيُّ بن يزيد بن مالك العقيلي: من شعراء الجاهلية، واستشهد بشعره اللغويون وأهل النحو.
- الأعلم بن خويلد: أبو حرب، كان فارسًا في الجاهلية، ثم وفد على النبي صلى الله عليه وآله، وكان من صحابة النبي .
- ربيعة العقيلي: أحد الشهداء في معركة الجمل وكان مع الإمام علي بن أبي طالب (عليه السلام).
- علي بن إبراهيم العقيلي: من أصحاب الإمام علي عليه السلام، روى عنه النص على ولده الحسن عليه السلام.
- إسماعيل بن محمد بن سليمان العقيلي: من رواة الحديث وقد روى عنه ابن طاووس في جمال الأسبوع.
- موسى بن يونس بن محمد بن منعة بن مالك العقيلي، كمال الدين، أبو الفتح الموصلي: كان يضرب المثل بذكائه وسعة علومه، اشتهر اسمه، وصنف، ودرس، وتكاثر عليه الطلبة، وبرع في الرياضيات، وقيل: كان يشتغل في أربعة عشر فنا، من تلامذته ابن خلكان، وابن الأثير الأبهري.
- إبراهيم بن عاصم العقيلي: قائد عسكري ووالي سجستان خلال عهد الدولة الأموية.
- إسحاق بن مسلم العقيلي: قائد وشيخ ذا تجربة ورأي، كان أثيرا عند المنصور العباسي، ومستشارا له، وكان عظيم القدر في قومه، إن سالم سالمت العرب، وإن حارب حاربت العرب، وكان والي أرمينيا. وقد شهد العصرين الأموي والعباسي.
- ليلى الأخيلية: شاعرة عرفت بجمالها وقوة شخصيتها وفصاحتها عاصرت صدر الإسلام والعصر الأموي عرفت بعشقها المتبادل مع توبة بن الحمير.
- توبة بن الحمير: شاعر من عشاق العرب من بني عقيل، اشتهر بعشقه لليلى الأخيلية وتعلقه بها.
- كلَّاب بن حمزة العقيلي: شاعر، من علماء اللغة، دخل بغداد وله كتب، منها (ما يلحن فيه العامة) و(جامع النحو).
- عبد الرحمن بن يحيى العقيلي: من أصحاب الإمام الكاظم .
- مزاحم العقيلي: شاعر غزل بدوي من الشجعان، كان في زمن جرير والفرزدق، وسُئِلَ كلٌ منهما أتعرف أحدا أشعر منك؟ فقال الفرزدق: لا، إلا أن غلاما من بني عُقَيل يركب أعجاز الإبل، وينعت الفلوات فيجيد. وأجاب جرير بما يشبه ذلك. وقيل لذي الرمة: أنت أشعر الناس؟ فقال: لا، ولكن غلاما من بني عُقَيل يقال له مزاحم، يسكن الروضات، يقول وحشيا من الشعر لا يقدر أحد أن يقول مثله.
- أبو الذؤاد مُحمد بن المُسيّب: المعروف بلقب إقبال الدولة، مؤسس الدَّولة العُقيليَّة ومقيم إمارة آل المُسيَّب سنة 990م في ومقرها في الموصل.
- الشيخ عربي بن مسافر: من علماء الحلة وفقهائها في القرن السادس الهجري، والشيخ الأكثر شهرة من مشايخ ابن ادريس الحلي، وقد تعرض له أرباب التراجم بالمدح والثناء.
- ابن ملهم: المعروف بلقب مكين الدولة، قائد فاطمي وفاتح إفريقية وقائد الحملة العسكرية في المغرب الأدنى، تولى إمارة حلب وحكم جند الأردن.
- المقلد بن المسيب العقيلي: المعروف بلقب حسام الدولة، من أشهر أمراء الدولة العقيلية ومؤسسها الفعلي، إذ اتسع سُلطانه حتى رام الاستيلاء على بغداد.
- علم الدين أبو المعالي: الشَّهير بلقبه «أمير العرب» وهو من مُلُوك الدولة العُقيليَّة، حالف البساسيري ودخل إلى بغداد على رأس الجُيُوش الثائرة وقد استجار به القائم بأمر الله العبَّاسي فأجاره وأرسله مُكرمًا إلى حديثة إذ أقام في عُهدة العُقيليين لمدة سنة.[18]
- مُسلم بن قُريش العُقيلي: المعروف بلقب شرف الدَّولة، ملك الدولة العُقيليَّة من آل المسيب، افتتح حلَّب وحرَّان وأخذ الإتاوة من بلاد الروم، وحاصر دمشق، وكاد أن يأخذها وقد دانت له العرب، ورام الاستيلاء على بغداد بعد طغرلبك، وكان يجيد النظم، وله سطوة وسياسة وعدل (...) وله سيرة طويلة وحروب وعجائب.[19]
- سالم بن مالك بن بدران العقيلي: شمس الدولة أبو الذمام، مؤسس إمارة جعبر، كان تزعم حلب بعد افتتاح العقيليين لها، وبقي واليا فيها حتى 479.
- رافع بن الحسين بن حماد بن مقن: أبو المسيب، الأقطع، المعروف بمظاهر الدولة: مؤسس إمارة بني مقن في تكريت وأمير العرب بنواحي بغداد، كان فيه فروسية وأدب، ويقول الشعر ويقاتل فلا يثبت له أحد.
- ثروان بن وهب بن وهيبة: مؤسس إمارة بني وهيبة في هيت.
- ظالم بن موهوب: أمير العرب، قصد دمشق غير مرة، ثم غلب عليها مرتين الأولى أقام فيها الدعوة للقرامطة، والثانية سنة 363، وأقام بها دعوة المعز شهرين.
- نجم بن سراج العقيلي البغدادي، شمس الملك: شاعر ولد ببغداد، ورحل إلى مصر مع أهله صغيرا، فنشأ بأسنا، وتميز بالشعر، فمدح الأكابر والأعيان، واشتهر، له أخبار مع أدباء عصره.
- صالح بن عمير العقيلي: من أمراء الدولة الأخشيدية، تولى إمرة دمشق، وهو آخر من ولي دمشق للإخشيديين، توفي فيها واليا سنة 359 ه‍.
- أبو الجراح العقيلي: أديب، لغوي، شاعر، استشهد اللغويون بالكثير من الشواهد اللغوية التي نقلها، وهي دالة على خزين حفظه من أشعار العرب كما في تاج العروس، ولسان العرب وغيرها من معاجم اللغة.
- نصر بن شبث العقيلي: من القادة الثوار، ثار على المأمون العباسي وتغلَّب على ما جاوره من البلاد وملك سميساط، واجتمع عليه خلق كثير من الأعراب وعبر الفرات إلى الجانب الشرقي، وحدثته نفسه بالتغلب عليه، وكثرت جموعه وحاصر حرّان في سنة 199ه‍ وقد دام أمره عشر سنوات حيث انتهت ثورته.
- الشيخ عصفور: مؤسس الدولة العصفورية في الجزيرة العربية.
- زامل الجبري: مؤسس السلطنة الجبرية في الجزيرة العربية.
- محمد بن عمرو بن عثمان بن الفضل العقيلي: الفقيه، من مشايخ الصدوق.
- كلبي بن ماجد العامري العقيلي: شاعر، من أمراء البحرين.
- يوسف البحراني: هو رجل دين وفقيه ومرجع شيعي بحراني يُعرف باسم صاحب الحدائق نسبة إلى كتابه المشهور الحدائق الناضرة في أحكام العترة الطاهرة.
- عبد العزيز العقيلي: وزير الدفاع العراقي في حكومة عبد الرحمن البزاز والمرشح لرئاسة الجمهورية العراقية بعد العقيد عبد السلام عارف سنة 1966م.
- جواد علي:[20][21] مُؤرخ وأكاديمي عراقي مُتخصِّص في التَّاريخ الإسلامي والعربي، معروفٌ بِكتابه «تاريخ العرب قبل الإسلام» الذي أصبح من أكثر الأعمال مرجعيةً حول تاريخ العرب قبل الإسلام.[22] كان من أهمِّ أعضاء المجمع العلمي العراقي وعُضوًا في الجمعيَّة الآثاريَّة الألمانيَّة ومثَّل العراق في عدَّة مُؤتمرات عربيَّة ودوليَّة.

## حواشٍ
1. ↑  بضم العين وفتح القاف